# Emsdetten
Emsdetten là một thị xã ở the district of Steinfurt, in North Rhine-Westphalia, Đức. Đô thị Emsdetten có diện tích 71,89 km².
Emsdetten nằm bên sông Ems, cự ly khoảng 13 km về phía đông nam Rheine và 25 km về phía tây bắc Münster.
Các đô thị giáp ranh:
| - Rheine - Hörstel - Saerbeck - Greven | - Nordwalde - Steinfurt - Neuenkirchen |

Emsdetten có 8 khu dân cư:
| - Emsdetten - Ahlintel - Austum - Hembergen | - Hollingen - Isendorf - Sinningen - Westum |